# Nămoloasa
Nămoloasa è un comune della Romania di 2 139 abitanti, ubicato nel distretto di Galați, nella regione storica della Moldavia.
Il comune è formato dall'unione di 3 villaggi: Crângeni, Nămoloasa, Nămoloasa-Sat.